# Beckedorf
Pour le quartier de la commune allemande de Seevetal, voir Beckedorf (Seevetal).
Beckedorf est une municipalité allemande du land de Basse-Saxe et de l'arrondissement de Schaumbourg. En 2015, elle comptait 1 442 habitants.

## Source
- (de) Cet article est partiellement ou en totalité issu de l’article de Wikipédia en allemand intitulé « Beckedorf » (voir la liste des auteurs).